# دی اسنایدر
دی اسنایدر (به انگلیسی: Dee Snider)؛ زادهٔ ۱۵ مارس ۱۹۵۵ موسیقی‌دان و ترانه‌سرای اهل ایالات متحده آمریکا است که بیشتر به‌عنوان خوانندهٔ گروه تویستد سیستر شناخته شده‌است. او از سال ۱۹۷۴ میلادی تاکنون مشغول فعالیت بوده‌است. اسنایدر در فهرست ۱۰۰ خوانندهٔ برتر متال همهٔ زمان‌ها که توسط نشریهٔ هیت پریدر منتشر شده جایگاه هشتاد و سوم را به خود اختصاص داده‌است.